# Nur ad-Din Mohammed Isfahani
Nur ad-Din Mohammed Isfahani (auch Nur ed-Din Mohammad Esfahani; anhörenⓘ persisch نورالدین محمد اصفهانی, DMG Nūr-ad-Dīn Muḥammad Iṣfahānī nuɾɛddin mohæmmæd ɛ ɛsfɑhɑni; Geburtsdatum unbekannt in Isfahan; gestorben 1683) war ein prominenter persischer Kalligraf. Er lebte im 17. Jahrhundert und stammte aus Isfahan. Er war ein Sohn von Abu Turab Isfahani und Bruder von Mohammed Saleh Isfahani, die beide ebenfalls bekannte Kalligrafen waren.